# Tinkoff-Saxo/2015
Deze pagina geeft een overzicht van de Tinkoff-Saxo-wielerploeg in 2015.

## Algemeen
Algemeen manager: Stefano Feltrin
Ploegleiders: Bjarne Riis, Bruno Cenghialta, Steven de Jongh, Tristan Hoffman, Lars Michaelsen, Giuseppe Toni, Sean Yates, Francisco Vila, Nicki Sørensen
Fietsmerk: Specialized
Kopman: Alberto Contador & Rafał Majka

## Transfers
| Inkomend           | Team 2014                   | Uitgaand        | Team 2015     |
| ------------------ | --------------------------- | --------------- | ------------- |
| Peter Sagan        | Cannondale Pro Cycling Team | Nicolas Roche   | Team Sky      |
| Juraj Sagan        | Cannondale Pro Cycling Team | Rory Sutherland | Team Movistar |
| Maciej Bodnar      | Cannondale Pro Cycling Team | Marko Kump      | Adria Mobil   |
| Robert Kišerlovski | Trek Factory Racing         | Nicki Sørensen  | Gestopt       |
| Pavel Broett       | Katjoesja                   | Karsten Kroon   | Gestopt       |
| Ivan Basso         | Cannondale Pro Cycling Team |                 |               |

## Renners
| Naam                     | Geboortedatum | Nationaliteit | Ploeg 2014                  |
| ------------------------ | ------------- | ------------- | --------------------------- |
| Ivan Basso               | 26-11-1977    | Italië        | Cannondale Pro Cycling Team |
| Edward Beltrán           | 18-01-1990    | Colombia      |                             |
| Daniele Bennati          | 24-09-1980    | Italië        |                             |
| Manuele Boaro            | 12-03-1987    | Italië        |                             |
| Maciej Bodnar            | 07-03-1985    | Polen         | Cannondale Pro Cycling Team |
| Matti Breschel           | 31-08-1984    | Denemarken    |                             |
| Pavel Broett             | 29-01-1982    | Rusland       | Katjoesja                   |
| Alberto Contador         | 06-12-1982    | Spanje        |                             |
| Jesper Hansen            | 23-10-1990    | Denemarken    |                             |
| Jesús Hernández          | 28-09-1981    | Spanje        |                             |
| Christopher Juul-Jensen  | 06-07-1989    | Denemarken    |                             |
| Robert Kišerlovski       | 09-08-1986    | Kroatië       | Trek Factory Racing         |
| Michael Kolář            | 21-12-1992    | Slovenië      |                             |
| Roman Kreuziger          | 06-05-1986    | Tsjechië      |                             |
| Rafał Majka              | 25-02-1990    | Polen         |                             |
| Jay McCarthy             | 08-09-1992    | Australië     |                             |
| Michael Mørkøv           | 30-04-1985    | Denemarken    |                             |
| Sérgio Paulinho          | 26-03-1980    | Portugal      |                             |
| Jevgeni Petrov           | 25-05-1978    | Rusland       |                             |
| Bruno Pires              | 15-05-1981    | Portugal      |                             |
| Paweł Poljański          | 05-06-1990    | Polen         |                             |
| Michael Rogers           | 20-12-1979    | Australië     |                             |
| Ivan Rovny               | 30-09-1987    | Rusland       |                             |
| Juraj Sagan              | 23-12-1988    | Slowakije     | Cannondale Pro Cycling Team |
| Peter Sagan              | 26-01-1990    | Slowakije     | Cannondale Pro Cycling Team |
| Chris Anker Sørensen     | 05-09-1984    | Denemarken    |                             |
| Matteo Tosatto           | 14-05-1974    | Italië        |                             |
| Nikolaj Troesov          | 02-07-1985    | Rusland       |                             |
| Michael Valgren Andersen | 07-02-1992    | Denemarken    |                             |
| Oliver Zaugg             | 09-05-1981    | Zwitserland   |                             |

## Overwinningen
Ruta del Sol
3e etappe: Alberto Contador
Tirreno-Adriatico
6e etappe: Peter Sagan
Ronde van de Sarthe
4e etappe: Manuele Boaro
Ronde van Californië
4e etappe: Peter Sagan
6e etappe: Peter Sagan
Eindklassement: Peter Sagan
Ronde van Noorwegen
3e etappe: Jesper Hansen
Eindklassement: Jesper Hansen
Ronde van Italië
Eindklassement: Alberto Contador
Ronde van Slowakije
5e etappe: Michael Kolář
Ronde van Zwitserland
2e etappe: Peter Sagan
5e etappe: Peter Sagan
Puntenklassement: Peter Sagan
Route du Sud
3e etappe: Alberto Contador
Eindklassement: Alberto Contador
Nationale kampioenschappen wielrennen
Denemarken - tijdrit: Christopher Juul-Jensen
Denemarken - wegrit: Chris Anker Sørensen
Slowakije - tijdrit: Peter Sagan
Slowakije - wegrit: Peter Sagan
Ronde van Frankrijk
11e etappe: Rafal Majka
Puntenklassement: Peter Sagan
Ronde van Polen
4e etappe: Maciej Bodnar
Ronde van Denemarken
3e etappe: Matti Breschel
4e etappe: Matti Breschel
6e etappe: Michael Mørkøv
Eindklassement: Christopher Juul-Jensen
USA Pro Challenge
6e etappe: Roman Kreuziger
Ronde van Spanje
3e etappe: Peter Sagan
GP Industria & Commercio di Prato
Winnaar: Daniele Bennati
1998 · 1999 · 2000 · 2001 · 2002 · 2003 · 2004 · 2005 · 2006 · 2007 · 2008 · 2009 · 2010 · 2011 · 2012 · 2013 · 2014 · 2015 · 2016
AG2R-La Mondiale · Astana Pro Team · BMC Racing Team · Team Cannondale-Garmin · Etixx-Quick Step · FDJ · Team Giant-Alpecin · IAM Cycling · Katjoesja · Lampre-Merida · Team LottoNL-Jumbo · Lotto Soudal · Movistar Team · Orica GreenEDGE · Team Sky · Tinkoff-Saxo · Trek Factory Racing